# Izba Regionalna „Chata Kawuloka” w Istebnej
Izba Regionalna „Chata Kawuloka” w Istebnej – prywatne muzeum etnograficzne (skansen), położone w Istebnej na terenie przysiółka Wojtosze. Obiekt leży na śląskim odcinku Szlaku Architektury Drewnianej.

## Historia
Placówka mieści się w pochodzącej z 1863 roku drewnianej chacie góralskiej, należącej do rodziny Kawuloków. Jej założycielem był Jan Kawulok – regionalista, twórca instrumentów muzycznych oraz gawędziarz. Po jego śmierci w 1976 roku izbę prowadziła jego córka Zuzanna (zm. 2018). Obecnie kustoszem placówki jest Janusz Macoszek – laureat konkursu „Po naszymu, czyli po śląsku” z 2010 roku.

## Zbiory i zwiedzanie
W muzeum prezentowane jest kompletne wyposażenie dawnej chaty góralskiej – meble, sprzęty codziennego użytku, narzędzia rolnicze oraz ludowe instrumenty muzyczne. W tzw. czarnej izbie znajduje się piec kurlawy (kurny), czyli nie posiadający komina.
Izba jest placówką całoroczną, czynną po uprzednim uzgodnieniu, wstęp jest płatny. Oprócz funkcji wystawienniczej, organizuje również warsztaty (m.in. koronkarskie), lekcje umuzykalniające, konferencje oraz pokazy sztuki, obyczajów i rzemiosła ludowego.

## Galeria

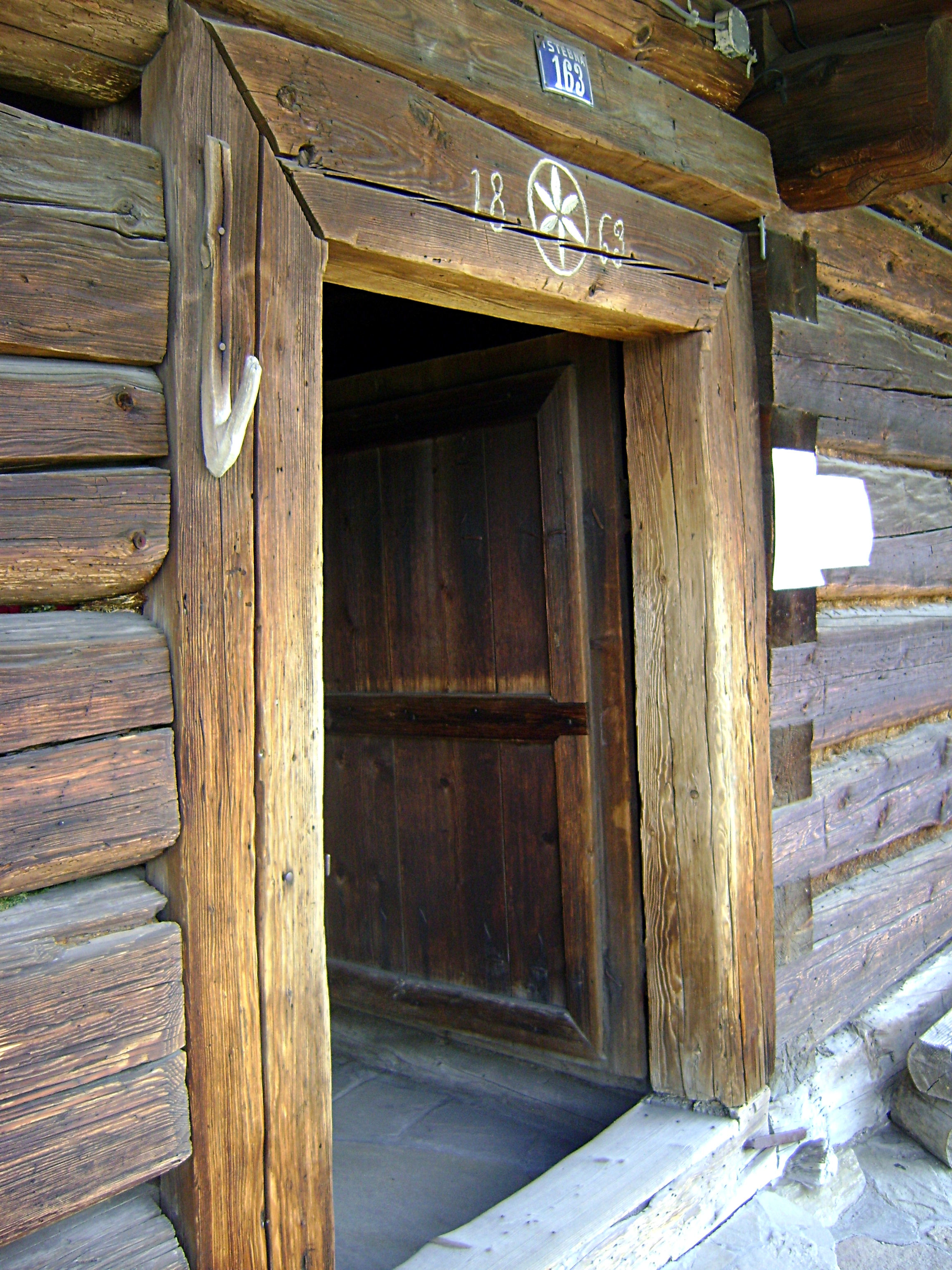
Wejście do Izby
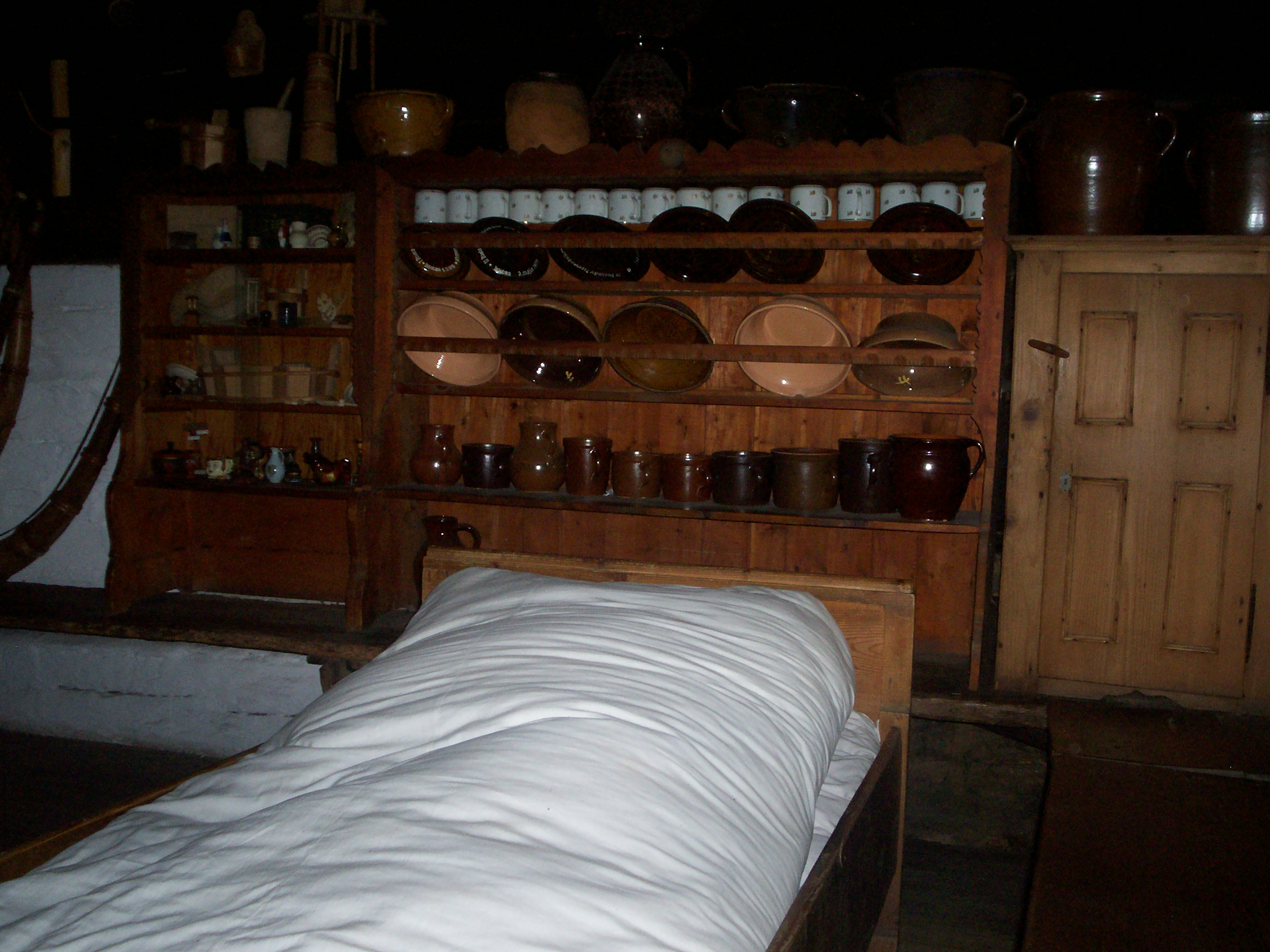
Wnętrze Izby
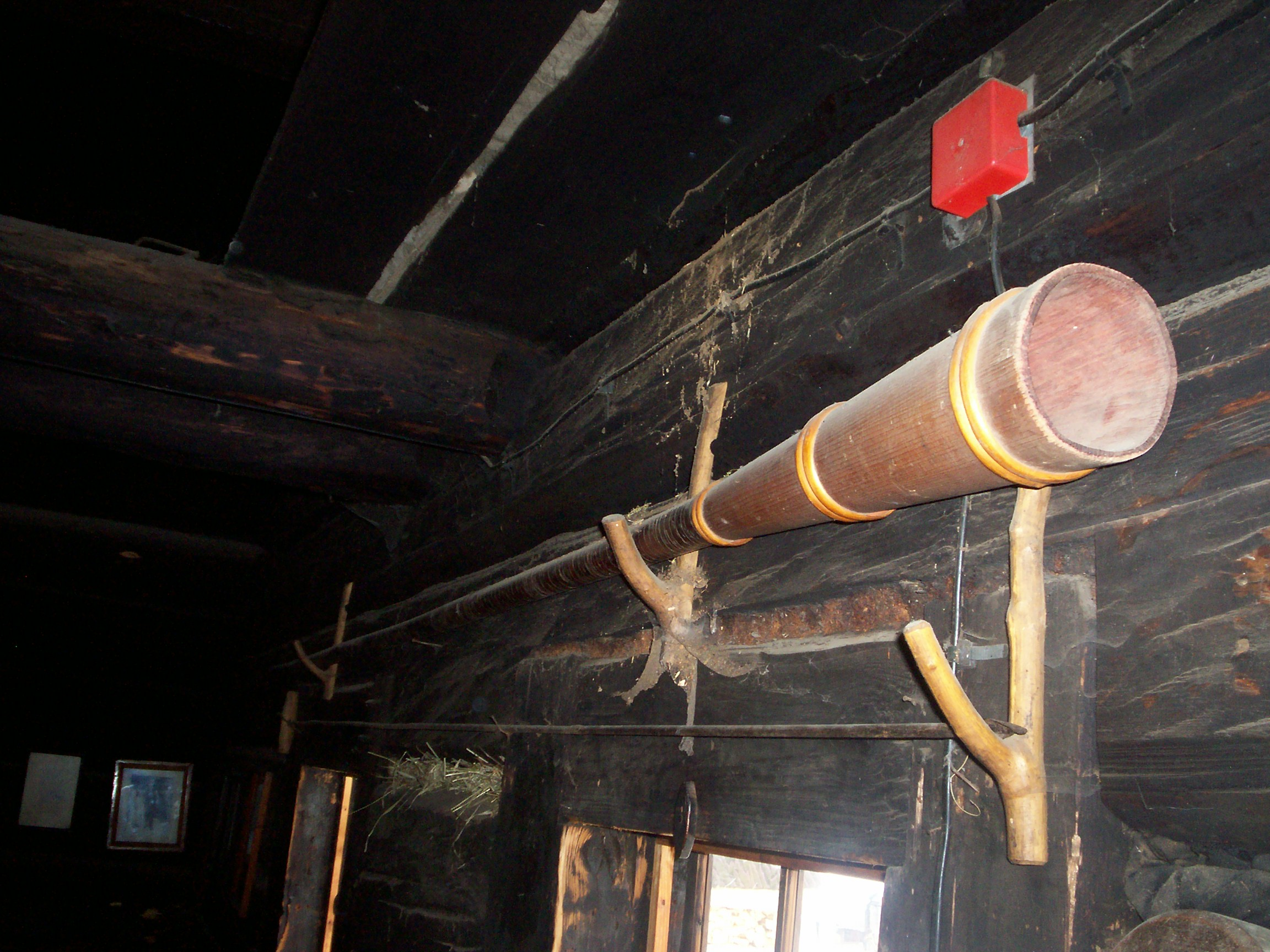
Wnętrze Izby
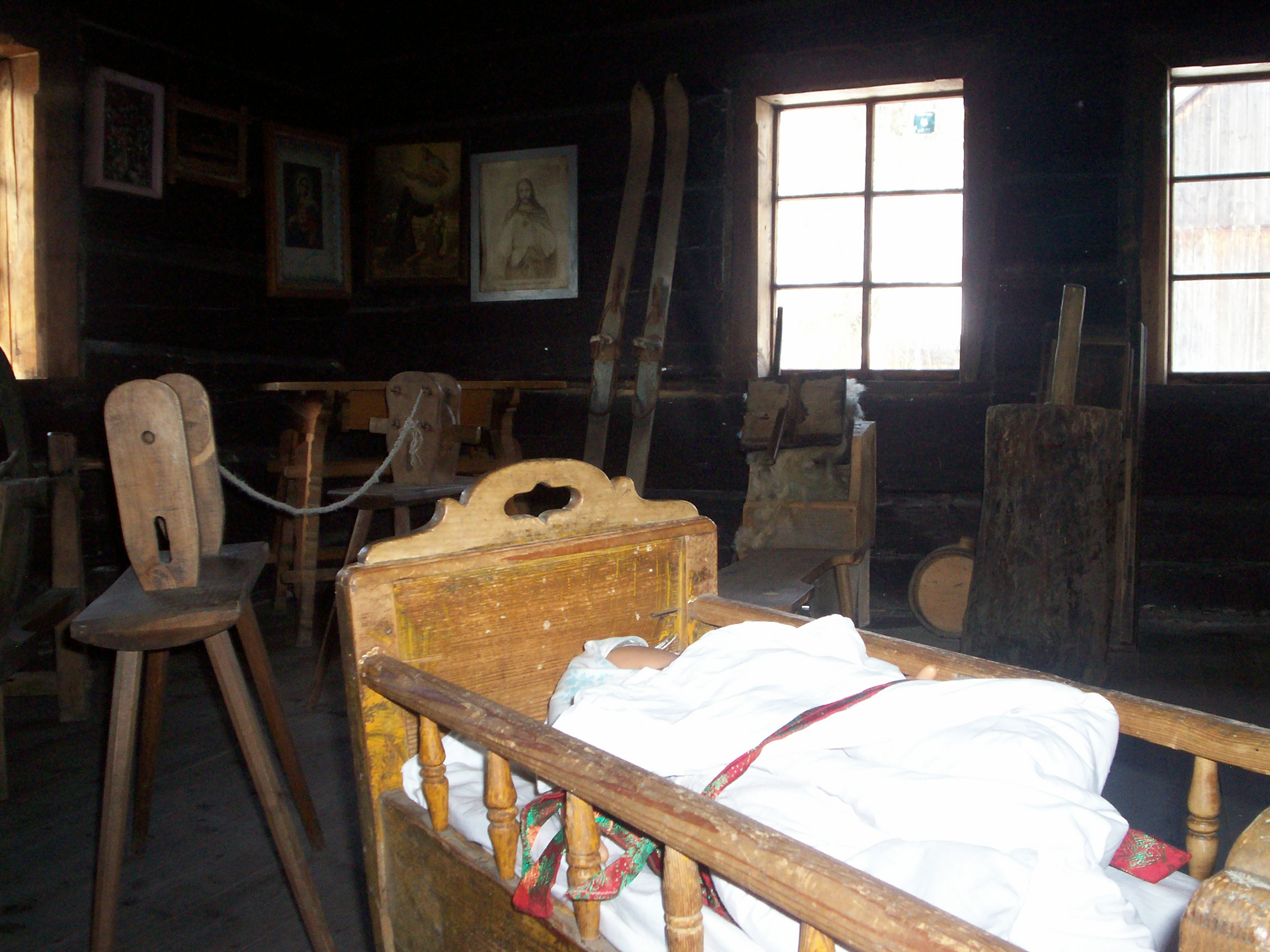
Wnętrze Izby